# Orlando-Kündigung
Eine Orlando-Kündigung bezeichnet im deutschen Arbeitsrecht die Kündigung eines nicht (mehr) ordentlich kündbaren Arbeitnehmers.
Ist bei einem Arbeitnehmer aufgrund eines Tarifvertrages oder einzelvertraglicher Vereinbarung die ordentliche Kündigung ausgeschlossen (Unkündbarkeit), besteht für den Arbeitgeber aber dennoch ein unabweisbares Kündigungsbedürfnis, greift man auf die außerordentliche Kündigung nach § 626 BGB aus betriebsbedingten Gründen zurück, obwohl nach § 1 Abs. 2 KSchG betriebliche Erfordernisse an sich keine außerordentliche, sondern nur eine ordentliche Kündigung rechtfertigen können.
Bei der Orlando-Kündigung werden die Anforderungen an den wichtigen Grund im Sinne von § 626 Abs. 1 BGB deutlich erhöht, da ansonsten der Ausschluss der ordentlichen Kündigung ohne rechtliche Wirkung wäre. Voraussetzung ist ein auf unzumutbare Dauer sinnentleertes Arbeitsverhältnis. Darüber hinaus muss die Kündigung zwingend mit einer Auslauffrist verbunden werden, gegebenenfalls hat eine Sozialauswahl stattzufinden.
Auch die Orlando-Kündigung kann im Wege der Kündigungsschutzklage gerichtlich überprüft werden.
Benannt ist diese Form der Kündigung nach der gleichnamigen Figur in Virginia Woolfs Roman Orlando. Der Begriff geht zurück auf den ehemaligen Richter am Bundesarbeitsgericht Knut-Dietrich Bröhl.